# Берислав

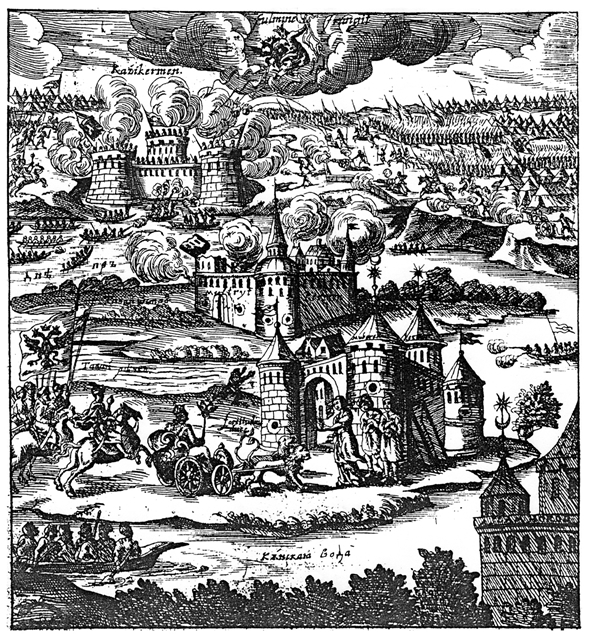
Взятие Казы-Кермена, 30 июля 1695 года. Аллегорическая гравюра. Изображён торжественный въезд в крепость Петра I на колеснице, запряжённой двумя львами, хотя государь и не принимал участия в штурме крепости. За ним скачет с булавой в руке гетман И. Мазепа. Позади него едет со свитой воевода Б. П. Шереметев.

Берисла́в (укр. Берислав, до 1784 Кызы-Кермен; исторические названия: Витовтовая Таможня, Газикирман, Берислав, Бериславль) — город в Херсонской области Украины. Административный центр Бериславского района и входящей в него Бериславской городской общины (ранее образовывал Бериславский городской совет).

## Географическое расположение
Расположен на реке Днепр, на правом берегу Каховского водохранилища в 75 километрах (по автодороге) от Херсона и в 12 км от железнодорожной станции Казацкая. Пристань на правом берегу Каховского водохранилища.
Автомобильная связь с Херсоном и Новой Каховкой (Автодорога E 58).

## Население
По данным переписи 2001 года украинцы составляли 89,43 % населения города, русские — 8,71 %.

### Языковой состав
Родной язык населения по данным переписи 1897 года:
| Язык                       | Численность, чел. | Доля     |
| -------------------------- | ----------------- | -------- |
| Украинский («малорусский») | 8 852             | 72,86 %  |
| Идиш («еврейский»)         | 2 639             | 21,72 %  |
| Русский («великорусский»)  | 524               | 4,31 %   |
| Другие                     | 134               | 1,11 %   |
| Итого                      | 12 149            | 100,00 % |

Родной язык населения по данным переписи 2001 года:
| Язык       | Численность, чел. | Доля     |
| ---------- | ----------------- | -------- |
| Украинский | 13 810            | 89,53 %  |
| Русский    | 1 559             | 10,11 %  |
| Другое     | 56                | 0,36 %   |
| Итого      | 15 425            | 100,00 % |

В настоящее время официальным и основным языком города является украинский.

## История

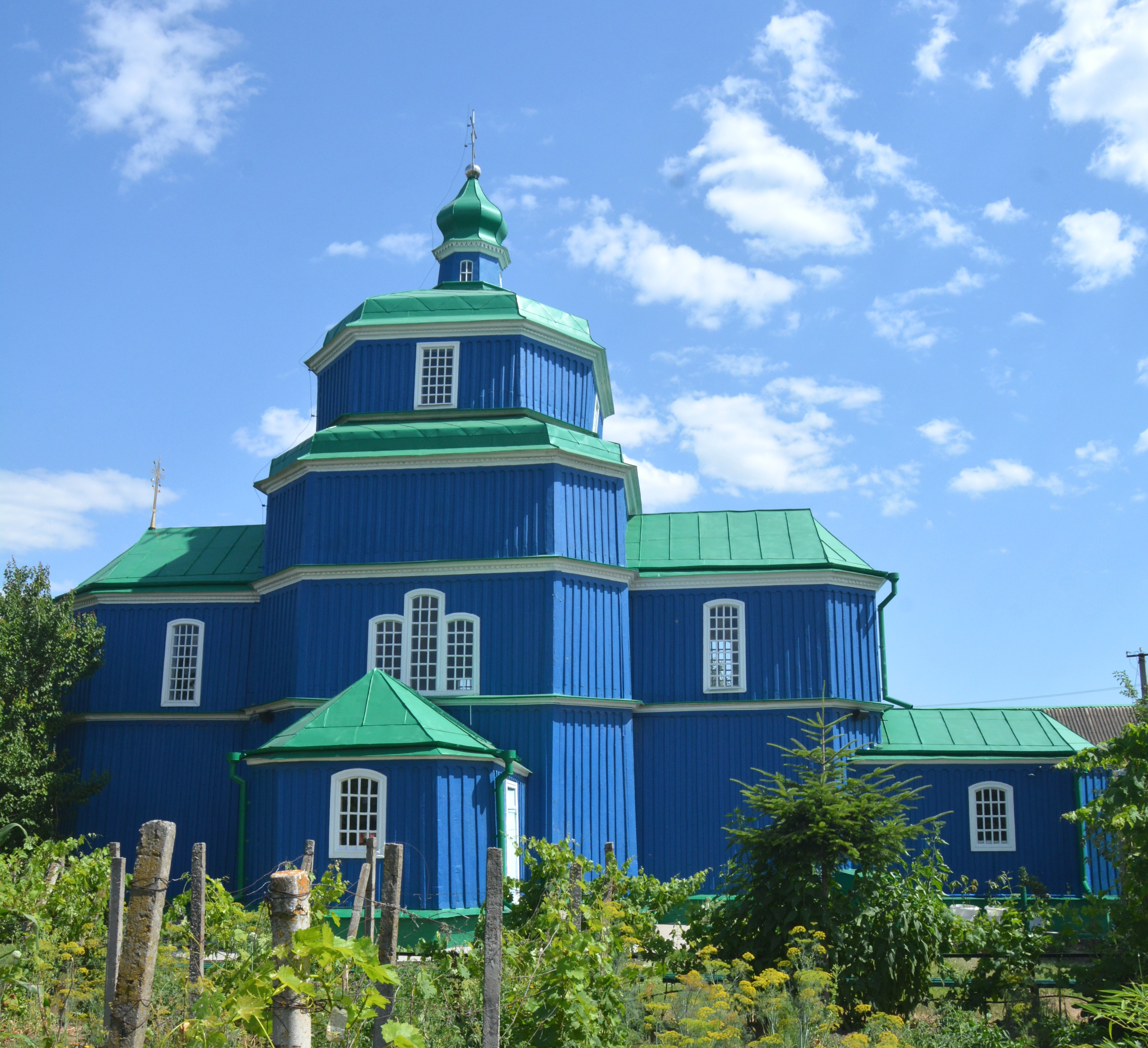
Свято-Введенская церковь — ценнейшая историко-архитектурная достопримечательность города

В XIV веке в этом районе находилась резиденция Тохтамыша Догангечит. В начале XV века Литовский князь Витовт основал на её месте собственную крепость и таможню, которую в его честь назвали «Витовтовой таможней» (возможно, сыграла созвучие тюркского слова «доган» — «сокол» и итальянского «догана» — «таможня»). Таким образом поселение возникло в XV веке.
В конце XV века территория была захвачена крымцами, которые с помощью Османской империи построили здесь в 1484 году крепость Кызы-Кермен. Целью Кызы-Кермена и недалёкого Ислам-Кермена было воспрепятствовать в плавании по Днепру запорожским казакам. Напротив Казикермена была возведена крепость Джан-Кермен, а чуть ниже Тягин и Тавань (Мустрит-Кермен, Эски-Таван). В окрестностях существовали ещё небольшие крепости — Мубарек-Кермен и Аслан-Ердак. В 1695 году Казикермен был осаждён и взят русско-казацким войском Бориса Шереметева и Ивана Мазепы.

### Времена Российской империи
По условиям Кючук-Кайнарджийского мирного договора в 1774 году территория перешла к Российской империи. В 1784 году, через год после присоединения Крымского ханства к Российской империи на руинах Кызы-Кермена основан город Берислав.
В городе в течение многих десятилетий функционировала важнейшая переправа (наплавной понтонный мост) через Днепр на дороге из Киева в Крым.
В 1858 году для города был создан проект герба с экзотической символикой: в золотом щите на чёрной горе изображена красная круглая башня, на которой стоит девушка в голубых одеждах; в свободном углу щита — герб Херсонской губернии. Герб должен был символизировать бывшее название крепости (тур. Кизи-Кермен — «Девичья крепость»).

### 1917—1941
28 мая 1917 года в городе состоялся митинг украинцев.
28 марта 1918 года через город прошла бригада Дроздовского во время своего похода Яссы-Дон для вступления в Добровольческую армию.
В 1919 году был в составе Вольной территории.
16 января 1932 года началось издание местной газеты.

### Великая Отечественная война
29 августа 1941 года город был оккупирован немецкими войсками.
11 марта 1944 года освобождён от германских войск советскими войсками 3-го Украинского фронта в ходе Березнеговато-Снигиревской операции:
- 28-й армии в составе: 2-го гв. мехкорпуса (генерал-лейтенант Свиридов, Карп Васильевич) в составе: 4-й гв. мехбригады (полковник Лященко, Михаил Иванович), 5-й гв. мбр (полковник Сафронов, Фёдор Андреевич).

Войскам, участвовавшим в освобождении Херсона и Берислава, приказом Верховного Главнокомандующего И. В. Сталина от 13 марта 1944 года объявлена благодарность и в столице СССР, городе Москве, дан салют двадцатью артиллерийскими залпами из 224 орудий.
Приказом Верховного Главнокомандующего И. В. Сталина от 23.03.1944 года № 067 в ознаменование одержанной победы соединения и части, отличившиеся в боях за освобождение города Берислав, получили наименование «Бериславских»:
- 109-я гвардейская стрелковая Бериславская дивизия (полковник Балдынов, Илья Васильевич)
- 4-я гвардейская механизированная Бериславская бригада (полковник Лященко, Михаил Иванович)[13].

### Послевоенный СССР
В 1969 году численность населения составляла 14 тыс. человек, здесь действовали машиностроительный завод, завод стройматериалов, маслосыродельный завод, педагогическое училище и медицинское училище.
В январе 1989 года численность населения составляла 17,5 тыс. человек, основой экономики являлись машиностроительный завод и несколько предприятий пищевой промышленности.

### Современная Украина
В мае 1995 года Кабинет министров Украины утвердил решение о приватизации находившихся в городе АТП-16537, машиностроительного завода, завода стройматериалов и райсельхозтехники, в июле 1995 года было утверждено решение о приватизации пищевкусовой фабрики и ПМК № 290.
В июне 2001 года Берислав был внесён в Список исторических населённых мест Украины как самое давнее поселение Херсонской области.
В январе 2003 года было возбуждено дело о банкротстве завода стройматериалов, в ноябре 2011 года был признан банкротом маслосыродельный завод.
С марта по ноябрь 2022 года город был оккупирован российскими войсками во время вторжения России в Украину. 11 ноября 2022 года город был освобождён Вооружёнными силами Украины в ходе контрнаступления в Херсонской области.
Город регулярно подвергается обстрелам со стороны России. На 1 февраля 2024 год, в городе осталось проживать около 1200—1400 человек.

## Экономика
Берислав имел развитую промышленность: механический, промкомбинат (производство кирпича, черепицы и других строительных материалов), пищевой комбинат.
В районе — посевы зерновых (главным образом пшеницы), виноградарство, разведение мясо-молочного скота, рыболовство.

## Образование и культура
Берислав имеет развитую систему учебных заведений — дошкольных, школьных, внешкольных и даже несколько вузов I—II уровней аттестации.
В городе действует три детсада № 3 (ул. 1 Мая, 238), № 4 (ул. 25-летия Октября, 95а), и № 5 (пр-кт Севастопольский, 1).
Школы Берислава:
- Бериславская ООШ I—III ст № 1 (ул. 1 Мая, 266);
- Бериславская ООШ I—III ст № 3 (ул. 1 Мая, 236);
- Бериславская ООШ I ст № 4 (ул. Херсонская, 163);
- Бериславская ООШ I ст № 5 (ул. Филиппа Орлика, 49).

Также в городе действует межшкольный учебно-производственный комбинат (ул. 1 мая, 227).
Бериславские учреждения внешкольного образования:
- Районная комплексная детско-юношеская спортивная школа имени В. К. Сергеева (ул. Шевченко, 20);
- Станция юных техников (ул. Шевченко, 8);
- Центр юношеского и детского творчества (ул. 1 Мая, 205).

ВНЗ Берислава:
- Коммунальное учреждение «Бериславский медицинский колледж» (ул. 1 Мая, 173);
- Коммунальное высшее учебное заведение «Бериславский педагогический колледж» (ул. Слободская, 45);
- Бериславский профессиональный аграрный лицей, с. Красный Маяк (ул. Центральная, 22).

Главным учреждением культуры города и района является Бериславский районный Дом культуры. В городе действуют несколько библиотек. Хранителем народной памяти Бериславщины является Бериславский исторический музей (ул. Р. Люксембург, 2).

## Памятники истории и культуры

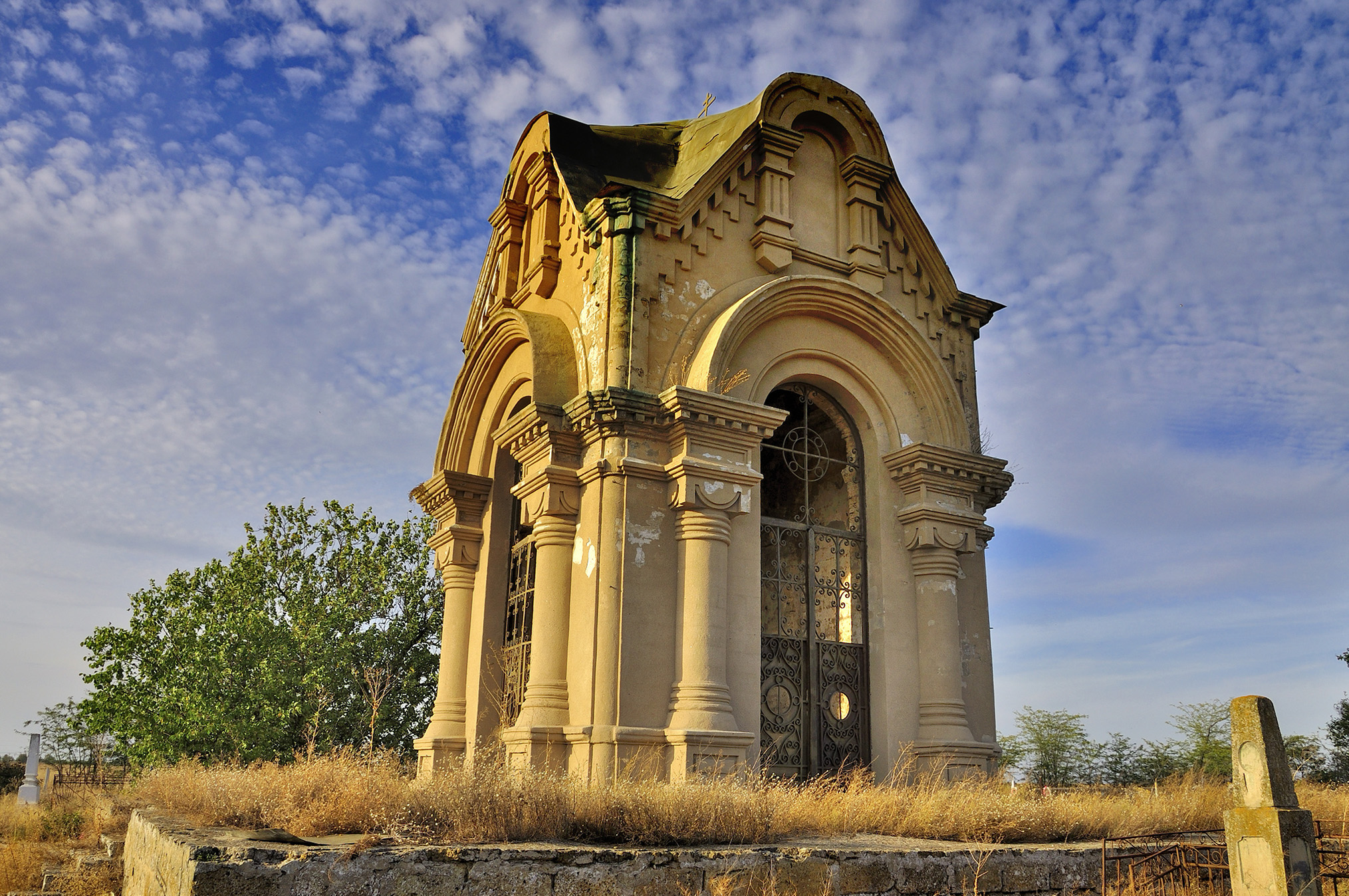
Часовня братской могилы

Вблизи Берислава расположены объекты исторического культурного наследия:
- Каменская Сечь и могила кошевого атамана Костя Гордиенко;
- Бизюков монастырь;
- остатки крепости Тягин;
- братская могила героев Крымской войны 1853—1856 годов с мемориальной часовней.

В 1996 году на месте Кизи-Кермена установлен памятный знак в честь завоевания крепости казаками в 1695 году.
Ценная историко-архитектурная достопримечательность в Бериславе — деревянная Введенская церковь, построенная в первой половине XVIII века. Тогда она стояла в крепости Переволочной, на месте переправы через Днепр. В конце XVIII века, После крымской войны, церковь была переправлена в Берислав (по легенде, её сплавили на плотах по Днепру) и установлена возле пристани. Со временем её ещё раз перенесли на новое место, где она стоит до сих пор. В наше время — это действующий храм УПЦ МП.

## Интересный факт
Название «Берислав» носили также боевой фрегат эскадры Ушакова, который отличился в битве 1788 года вблизи острова Фидониси (Змеиный), колёсный буксирный пароход начала XX века и советский океанический танкер 1970-х годов.
Город Берислав (Berizlau) упоминается в ал-Китаб ар-Руджжари арабского историка и картографа Аль-Идриси. Однако его размещение на карте к северу от Киева не соответствует современному Бериславу и Переяславу, на который указывают некоторые исследователи. При этом оно соответствует современному белорусскому городу Лоеву, в районе которого было найдено городище XI—XIII веков.

## Персоналии
В городе родились:
- Гориккер, Михаил Львович (1895—1955) — советский военный деятель, генерал-майор технических войск.
- Пурник, Леонтий Нафтульевич (1901—1970) — советский военно-политический деятель, генерал-майор авиации.
- Бабич, Исай Яковлевич (1902—1948) — советский работник НКВД и МГБ.
- Дмитрук, Николай Ильич (род. 1961) — Народный депутат Украины 7-го созыва.
- Южда, Григорий Григорьевич[укр.] (род. 1956) — Заслуженный журналист Украины, член Национального сообщества журналистов Украины.